# Der Massenmörder von London
Der Massenmörder von London ist ein US-amerikanisches Horrorfilm-Drama aus dem Jahre 1962 von Roger Corman mit Vincent Price in der Hauptrolle. Der Film orientiert sich passagenweise an William Shakespeares Königsdramen Richard III. und Macbeth.

## Handlung
Der englische Königshof im Jahre 1483. Nach dem Tod Edwards IV. von England unternimmt dessen skrupelloser und machtbesessener Bruder Richard, der Herzog von Gloucester, die Krone des Landes an sich zu reißen. Der verstorbene Vater hat jedoch einen weiteren Bruder, George, den Herzog von Clarence, als Protektor seines jungen Sohnes und Thronerben Prinz Edward bestimmt. Richard will unbedingt Georges Position übernehmen, um nach dessen Tod selbst der angebliche „Beschützer“ des noch unmündigen Königs zu werden. Richard ersticht George mit einem Dolch und übernimmt nun die Patronage über den minderjährigen Edward. Richards Frau Anne billigt Richards Mordtat nicht nur, sie feuert ihren ruchlosen Gatten sogar dahingehend an, doch selbst die Herrschaft über den Thron zu übernehmen. Um seinem Ziel näher zukommen, bedrängt Richard die Hofdame der verwitweten Königin, Mistress Shore, zu beeiden, dass Prinz Edward nicht der Sohn des verstorbenen Königs sein könne, sondern vielmehr ein Bastard sei. Als sich das Hoffräulein weigert, foltert Richard sie. Als das Mädchen auf der Streckbank stirbt, verbreitet Richard das Gerücht, dass die Hofdame sterben musste, da sie das Gerücht verbreitet hätte, dass der minderjährige König illegitimer Herkunft sei.
Dem Ziel so nahe, erscheinen Richard die Geister der Toten, Edward IV., Bruder George und Mistress Shore, und suchen ihn wie ein Fluch heim. Sie prophezeien ihm, dass er für seine Untaten werde büßen müssen und er eines Tages, bei „Bosworth“, durch einen Toten selbst getötet werden würde.  Als der Geist von Hofdame Shore für einen Moment mit dem Körper Annes verschmilzt, ist Richard derart verwirrt, dass er, Anne für die wiederkehrende Hofdame haltend, seine eigene Frau in einem Anflug von Wahn erwürgt. Richard konsultiert nun den maurischen Arzt und Zauberer Tyrus, der ihm in einer Vorausschau weissagt, dass er dereinst König sein werde. Bald muss Tyrus feststellen, dass der schurkische Richard immer mehr dem Wahnsinn anheimzufallen droht. Um die Sicherheit des Prinzen Edward und dessen Bruder beunruhigt, informiert er Sir Jasper, einen jungen Aristokraten, der sich um den jungen König und dessen Bruder kümmert. Jasper berät sich daher mit seiner Freundin Lady Margaret und entwickelt einen Plan, den royalen Nachwuchs zu retten. Er schafft es, den jungen Herzog von York und seine Mutter frei zu bekommen, aber er wird ebenso gefangen genommen wie auch der minderjährige King Edward V. Auch Lady Margaret, die die Hilfe von ihrem Vater Thomas Stanley, dem Earl of Derby, erbitten wollte, gerät in Richards Klauen.
Richard schont den eingekerkerten Jasper, weil er diesen benötigt, um mit dem Earl zu verhandeln, der eine wichtige Rolle im Königreich spielt. Die Unterstützung Richards in seiner Funktion als Protektor des minderjährigen Königs durch Thomas Stanley ist unerlässlich, doch hat der Earl sie bislang verweigert. Der Erzbischof hat in der Zwischenzeit dem jugendlichen Königsbruder, dem Herzog von York, und seiner Mutter Schutz in Westminster Abbey gewährt. Richard setzt den Kirchenfürsten massiv unter Druck, ihm den royalen Spross auszuliefern. Sir Richard Ratcliffe, ebenso skrupellos wie sein Namensvetter und Kumpan, hilft ihm dabei. Der Protektor wähnt sich unmittelbar vor seinem Ziel und ermordet nun beide Prinzen in deren Betten. Jetzt endlich ist der Weg frei, selbst König von England zu werden. Nun aber suchen auch die Geister der beiden jüngsten jugendlichen Mordopfer Richards diesen heim. Sie locken ihn auf die Zinnen des Tower of London, um ihn von dort in die Tiefe stürzen zu lassen. Im letzten Moment rettet ihn dort der Herzog von Buckingham, der aber selbst Zweifel an des neuen Königs mentaler Gesundheit hegt. Der Herzog bespricht sich mit Richard Ratcliffe und meint, dass sich beide Thomas Stanley anschließen sollte, um den König zu stürzen. Doch Ratcliffe verrät Buckinghams Plan König Richard, der daraufhin den Herzog festsetzen und zu Tode foltern lässt.
Unterdessen hilft Tyrus Jasper bei der Rettung von Prinzenmutter Lady Margaret, wird aber während der Flucht tödlich verletzt. Jasper und Margaret schließen sich Stanley an, um ihn zu ermutigen, Richard endlich vom Thron zu stürzen. König Richard wird indes gekrönt, hat aber noch immer mit wahnhaften Ängsten zu kämpfen. Die Prophezeiung von einst hat er nicht vergessen. Richard Ratcliffe teilt dem Monarchen mit, dass Stanley mit einer Armee in das Dorf Bosworth eingerückt sei. Der König erklärt, dass er gegen ihn kämpfen werde. Als Ratcliffe erfährt, dass Stanley von den Mannen des Earl of Richond in der Kampagne, Richard zu stürzen, unterstützt wird, rät Ratcliffe seinem Freund, sofort zu fliehen. In der Schlacht von Bosworth Field bleibt King Richard, dessen Armee eine empfindliche Niederlage erlitten hat, allein zurück. Die Geister seiner Opfer tauchen ein letztes Mal auf, und er versucht, sie zu bekämpfen. Jasper, Stanley und Richmond sehen mit an, wie Richard sein Schwert gegen einen imaginären, für sie nicht sichtbaren Gegner durch die Luft schwenkt. Der König versucht, ein Pferd zu besteigen, stürzt aber zu Boden, fällt in die Streitaxt eines gefallenen Soldaten und stirbt.

## Produktionsnotizen
Der in nur 15 Tagen Anfang 1962 abgedrehte Film wurde am 24. Oktober 1962 in den USA uraufgeführt. Die deutsche Premiere fand am 1. Mai 1964 statt.
Der Film ist ein leicht ironisiertes Remake des gleichnamigen (Tower of London) US-Films von 1939, der in Deutschland 1952 unter dem Titel Der Henker von London anlief. Vincent Price spielte auch in der ersten Fassung mit, musste sich aber damals noch mit der Nebenrolle des George von Clarence begnügen.
Die Filmbauten entwarf Daniel Haller, Marjorie Corso die Kostüme. Der noch sehr junge Francis Ford Coppola führte die Dialogregie.

## Kritiken
Corman war aufgrund der im Verhalten des Hauptproduzenten Edward Small begründeten Produktionsbedingungen (lediglich eine Schwarzweiß-Produktion, winziges Budget, ständige Drehbuchänderungen etc.) sehr unzufrieden mit dem fertigen Produkt und nannte seine eigene Inszenierung „die dümmste Sache, die ich je gedreht habe“.
Weitere Einschätzungen:

„Flache, papiermachéhafte Produktion.“

„Roger Corman diesmal auf den Spuren Shakespeares und der britischen Königsdramen – ein Horrorfilm mit einem Schuß Selbstironie.“

„Alles ziemlich billiges, manchmal aber lebendiges Melodram.“